# 新奥尔良之战
新奥尔良之战（英語：Battle of New Orleans）是美英1812年战争最后一場重要战役。1815年1月8日，战斗在距离新奥尔良5英里以外的地方打响。其实早在1814年12月24日，美国与英国就已经在比利时签署了和平条约《根特条约》，但由于受到当时通信条件的影响，美英双方的前线部队对此和平条约并不知情。此次战斗的英军指挥官是陆军少将爱德华·帕肯汗爵士（Major General Sir Edward Michael Pakenham），美军指挥官是日后成为美国第七任总统的陆军少将安德鲁·杰克逊。尽管英军在人数、武器装备和作战经验上都占优势，而且美军仅有30分钟准备便仓促应战，美军最终以300余人伤亡的代价换取了战斗的最终胜利，英军死伤2000余人。

## 背景
1814年8月，英国和美国开始进行和平协商，准备正式结束已经持续了两年多的1812年战争。然而，英军高层却担心即使和谈成功，美国军方也不会履行条约。于是在1814年10月24日，向前线指挥官帕肯汗爵士下达秘令，希望他按兵不动，不要听信任何关于和谈成功的言论，不要冒进损失战斗力，同时也不要放弃任何一个立功的机会。

## 战斗经过

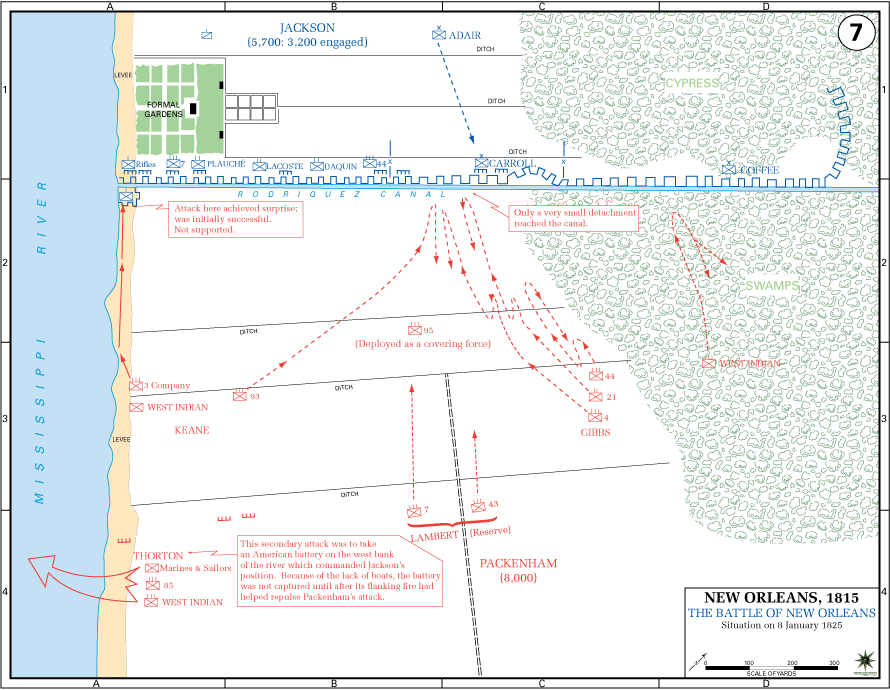
新奥尔良之战：1815年1月8日清晨，英军与美军的战力部署和进攻防御态势图（红色线条为英军；蓝色线条为美军）

1815年1月8日清晨5点，英军率先发起进攻，派出一队步兵和一队来复枪队在英军炮火的掩护下向美军阵地前进。:361 美军迅速组织起三道防线来抵御英军的进攻。
英军原本的计划是，夺取位于美军西侧的炮兵阵地，调转美军炮口作为自己的火力支援，:362 同时派出780人坐船横渡密西西比河打算从背后包抄美军。为此，英军在战斗开始前数日就开凿了人工运河以确保42艘渡船可以顺利将士兵送到河对岸:362。然而在英军施工期间，地面发生了塌陷，最终导致了英军的进攻计划滞后了12小时。
发现了英军的进攻意图后，美军迅速组织了反击。在战斗过程中，英军多名高级军官阵亡，包括陆军少将塞缪尔·吉布斯（Major General Samuel Gibbs）和陆军中校瑞内（Colonel Rennie）。英军指挥官帕肯汗少将本人在马背上指挥作战时也被美军发射的葡萄彈命中要害。随着高级军官和指挥官的陆续阵亡，英军各部无所适从，各自为战，英军士兵乱作一团。原本任务是掩护大部队撤退的后备队指挥官陆军少将兰伯特（General Lambert）接过英军前线指挥权，命令全体英军后撤。

## 战后总结

### 圣菲利普堡垒包围战
英军与美军在新奥尔良的大规模交火，间接引发了另一场战斗，圣菲利普堡垒包围战（Siege of Fort St. Philip）。在得知英国陆军在新奥尔良作战失利之后，英国皇家海军随即沿密西西比河而上，试图增援陆军从而挽回战局。在途径圣菲利普堡垒（Fort St. Philip）时，遭遇到了当地驻军和私掠船的顽强抵抗。英国皇家海军于1815年1月9日向圣菲利普堡垒内的美军和附近的私掠船发起正式进攻，战斗一直持续到1月19日。当获悉英国陆军在新奥尔良已经被彻底击溃后，皇家海军立刻停止了对圣菲利普堡垒的包围和进攻，同时也放弃了增援英国陆军的计划。

### 英国退出所有战斗
新奥尔良之战打响3天后，已经接过前线指挥权的英国陆军少将兰伯特（General Lambert）召开了阵前战略研讨会。经过讨论后，前线军官们一致认为即使英军坚持到最后并取得战斗的胜利，前线的官兵也将会为此付出巨大的代价。最终，英军决定撤出战斗，并在1月19日之前离开了战场。
据统计，整场战役当中，英军死伤2459人，其中阵亡386人，负伤1521人，以及552人失踪，而美军则死伤333人，其中55人阵亡，185人负伤，以及93人失踪。美军在前线获胜的消息迅速传遍了整个美国，美军前线指挥官安德鲁·杰克逊一战成名，声望空前高涨。
多年之后，在安德鲁·杰克逊的总统任期接近尾声的时候，一位国会议员私下问他如果当时新奥尔良之战失败的是美军结果会如何。安德鲁·杰克逊回答道：“尽管当时已经签订了和平协议，但是如果帕肯汗将军和他手下久经沙场的1万英军在新奥尔良全歼我的部队，那么英军将一路势如破竹。他们完全可以撕毁《根特条约》并将战争延续下去。”

## 纪念
为了纪念这场残酷战斗，路易斯安那州分别于1965年和2015年发行了纪念邮票。
|  |